# Вольф-Кальмар, Паула
Паула Вольф-Кальмар (нем. Paula Wolf-Kalmar, ур. Паула Клейн (нем. Paula Klein); 11 апреля, 1880, Загреб — 29 сентября, 1931, Вена) — австрийская шахматистка, призёр первых трех чемпионатов мира по шахматам среди женщин.

## Биография
Родилась в еврейской семье в Королевству Хорватие и Славоние. О её первом муже, от которого она взяла фамилию Кальмар, ничего не известно. Она была ученицей Рихарда Рети и Генриха Вольфа, который стал её вторым мужем. В 1924 году в итальянском городе Мерано заняла пятое место на неофициальном чемпионате Европы по шахматам среди женщин.
Три раза участвовала в турнирах за звание чемпионки мира по шахматам. Была третьей за Верой Менчик и Катариной Бесков в 1927 году в Лондоне, и дважды второй:  в Гамбурге в 1930 году и в Праге в 1931 году (оба раза за Верой Менчик).
Во время последнего чемпионата жаловалась на здоровье из-за своего застарелого диабета, но ее смерть после турнира стала неожиданностью для шахматного мира.